# Литовченко Геннадій Володимирович
Генна́дій Володи́мирович Лито́вченко (*11 вересня 1963, Дніпродзержинськ, Українська РСР, СРСР)  — радянський та український футболіст і тренер. Заслужений майстер спорту СРСР (з 1988). Гравець збірної СРСР і збірної України. Після завершення футбольної кар'єри працює тренером. З 2006 року є старшим тренерем другої команди «Динамо-2» Київ, з 2008 — тренер національної збірної України.
Разом з Олегом Протасовим був лідером дніпропетровського «Дніпра» середини 1980-х років. Влітку 1983 року грав за збірну України на Спартакіаді народів СРСР.

## Титули та досягнення
- Чемпіон СРСР (2): 1983, 1990

Срібний призер чемпіонату СРСР (2): 1987, 1988
Бронзовий призер чемпіонату СРСР (3): 1984, 1985, 1989
- Володар Кубка СРСР: 1990
- Володар Кубка Греції: 1992
- Володар Суперкубка Греції: 1992
- Віце-чемпіон Європи: 1988
- Учасник чемпіонатів світу: 1986, 1990
- Найкращий футболіст СРСР: 1984
- У списках 33-х найкращих футболістів СРСР (7): № 1 — 1984, 1988, 1989; № 2 — 1985, 1987, 1990; № 3 — 1983
- Член Клубу бомбардирів Олега Блохіна — 112 голів
- За всю кар'єру у першостях СРСР, Кубку країни, єврокубках та збірній у сумі забив понад 100 голів, увійшовши до символічного клубу бомбардирів СРСР ім. Г. Федотова (Клуб Григорія Федотова).